# Elecciones municipales de Coronel Portillo de 2018
Las elecciones municipales de Coronel Portillo de 2018 se llevaron a cabo 7 de octubre de 2018 para elegir al alcalde y al Concejo Provincial de Coronel Portillo para el periodo 2019-2022. La elección se celebró simultáneamente con elecciones regionales y municipales (provinciales y distritales) en todo el Perú.
Como resultado de esta elección, Segundo Pérez Collazos, candidato de Alianza para el Progreso, obtuvo el 29.26% de votos válidos y resultó electo como alcalde provincial de Coronel Portillo.

## Sistema electoral
La Municipalidad Provincial de Coronel Portillo es el órgano administrativo y de gobierno de la provincia de Coronel Portillo. Está compuesta por el alcalde y el Concejo Provincial.
La votación del alcalde y el concejo se realiza en base al sufragio universal, que comprende a todos los ciudadanos nacionales mayores de dieciocho años, empadronados y residentes en la provincia de Coronel Portillo y en pleno goce de sus derechos políticos, así como a los ciudadanos no nacionales residentes y empadronados en la provincia de Coronel Portillo. No hay reelección inmediata de alcaldes.
El Concejo Provincial de Coronel Portillo está compuesto por 13 regidores elegidos por sufragio directo para un período de cuatro (4) años, en forma conjunta con la elección del alcalde (quien lo preside). La votación es por lista cerrada y bloqueada. Se asigna a la lista ganadora los escaños según el método d'Hondt o la mitad más uno, lo que más le favorezca.

## Composición del Concejo Provincial de Coronel Portillo
La siguiente tabla muestra la composición del Concejo Provincial de Coronel Portillo antes de las elecciones.
| Partidos | Partidos                                           | Regidores |
| -------- | -------------------------------------------------- | --------- |
|          | Todos Somos Ucayali                                | 8         |
|          | Movimiento Independiente Regional Cambio Ucayalino | 3         |
|          | Esfuerzos Unidos                                   | 1         |
|          | Ucayali Región con Futuro                          | 1         |

## Partidos y candidatos
A continuación se muestra una lista de los principales partidos y alianzas electorales que participaron en las elecciones:
| Candidatura | Candidatura | Partidos y alianzas                                     | Candidato | Candidato                | Ideología                                                          | Resultado previo | Resultado previo | Ref. |
| Candidatura | Candidatura | Partidos y alianzas                                     | Candidato | Candidato                | Ideología                                                          | Votos (%)        | Reg.             | Ref. |
| ----------- | ----------- | ------------------------------------------------------- | --------- | ------------------------ | ------------------------------------------------------------------ | ---------------- | ---------------- | ---- |
|             | TSU         | Lista - Todos Somos Ucayali (TSU)                       |           | Ayda Ríos Cárdenas       | Regionalismo ucayalino                                             | 31.73%           | 8                |      |
|             | EU          | Lista - Esfuerzos Unidos (EU)                           |           | Edwin Valera Civico      | Regionalismo ucayalino                                             | 15.08%           | 1                |      |
|             | URF         | Lista - Ucayali Región con Futuro (URF)                 |           | Romel Culqui Ruiz        | Regionalismo ucayalino                                             | 11.34%           | 1                |      |
|             | APP         | Lista - Alianza para el Progreso (APP)                  |           | Segundo Pérez Collazos   | Liberalismo económico Conservadurismo liberal Populismo de derecha | 3.19%            | 0                |      |
|             | FP          | Lista - Fuerza Popular (FP)                             |           | Julio Reátegui Vela      | Fujimorismo Conservadurismo social Populismo de derecha            | 2.98%            | 0                |      |
|             | CAMU        | Lista - Ciencia y Acción Movilizadora de Ucayali (CAMU) |           | Oseas Rojas Zelada       | Regionalismo ucayalino                                             | 1.33%            | 0                |      |
|             | AP          | Lista - Acción Popular (AP)                             |           | Luis Valdez Villacorta   | Partido atrapalotodo                                               | 1.30%            | 0                |      |
|             | DD          | Lista - Democracia Directa (DD)                         |           | Juan O'Higgins Caballero | Socialismo Nacionalismo de izquierda Ecologismo                    | 0.62%            | 0                |      |
|             | PPC         | Lista - Partido Popular Cristiano (PPC)                 |           | Juan Vela Vásquez        | Conservadurismo liberal Liberalismo económico Democracia cristiana | Nuevo            | Nuevo            |      |
|             | Frepap      | Lista - Frente Popular Agrícola del Perú (Frepap)       |           | Raúl Vargas Chiroque     | Israelismo Fundamentalismo cristiano Populismo                     | Nuevo            | Nuevo            |      |
|             | TPP         | Lista - Todos por el Perú (TPP)                         |           | Pablo Alejos Ipanaqué    | Liberalismo Humanismo Progresismo                                  | Nuevo            | Nuevo            |      |
|             | RN          | Lista - Restauración Nacional (RN)                      |           | Walter Dyer Ampudia      | Liberalismo económico Humanismo cristiano Evangelismo              | Nuevo            | Nuevo            |      |
|             | PPK         | Lista - Peruanos Por el Kambio (PPK)                    |           | Carmen Díaz Soria        | Liberalismo económico Conservadurismo progresista                  | Nuevo            | Nuevo            |      |
|             | PL          | Lista - Perú Libertario (PL)                            |           | Esteban Canales Dávila   | Socialismo del siglo XXI Marxismo-leninismo Mariateguismo          | Nuevo            | Nuevo            |      |
|             | IU          | Lista - Integrando Ucayali (IU)                         |           | Edwin Díaz Paredes       | Regionalismo ucayalino                                             | Nuevo            | Nuevo            |      |

## Sondeos de opinión
La siguiente tabla enumera las estimaciones de la intención de voto en orden cronológico inverso, mostrando las más recientes primero y utilizando las fechas en las que se realizó el trabajo de campo de la encuesta. Cuando se desconocen las fechas del trabajo de campo, se proporciona la fecha de publicación.
Leyenda:
     Sondeo realizado en el periodo de prohibición legal de la difusión de sondeos de intención de voto.

### Intención de voto
La siguiente tabla enumera las estimaciones ponderadas (sin incluir votos en blanco y nulos) de la intención de voto.
|                                |                   |      |      |      |      |      |      |     |      |  |  |
| Elecciones municipales de 2018 | 7 oct 2018        | —    | 29.3 | 20.7 | 13.7 | 8.2  | 7.1  | 6.1 | 8.6  |  |  |
|                                |                   |      |      |      |      |      |      |     |      |  |  |
| Ipsos Perú/América             | 7 oct 2018        | ?    | 28.5 | 22.6 | 13.8 | 8.9  | –    | –   | 5.9  |  |  |
| Ipsos Perú/América             | 7 oct 2018        | ?    | 30.1 | 20.1 | 14.6 | 9.3  | –    | –   | 10.0 |  |  |
| Marketing Plux/Ímpetu          | 7 oct 2018        | ?    | 24.4 | 17.0 | –    | –    | –    | –   | 7.4  |  |  |
| Marketing Plux/Ímpetu          | 28 sep 2018       | 1342 | 33.0 | 14.1 | 12.6 | 8.7  | –    | 8.2 | 18.9 |  |  |
| Marketing Plux/Ímpetu          | 28 jun–5 jul 2018 | 1750 | 29.9 | 7.8  | 8.5  | 20.7 | 11.1 | –   | 9.2  |  |  |
| Marketing Plux/Ímpetu          | 25–28 mar 2018    | 780  | 20.0 | 34.1 | 19.5 | 12.1 | 2.4  | –   | 14.1 |  |  |

### Preferencias de voto
La siguiente tabla enumera las preferencias de voto en bruto (incluyendo blancos, viciados y sin respuesta) y no ponderadas.
|                                |                   |      |      |      |      |      |     |     |      |      |      |  |  |
| Elecciones municipales de 2018 | 7 oct 2018        | —    | 24.2 | 17.1 | 11.3 | 6.8  | 5.9 | 5.0 | 17.3 | –    | 7.1  |  |  |
|                                |                   |      |      |      |      |      |     |     |      |      |      |  |  |
| Marketing Plux/Ímpetu          | 28 sep 2018       | 1342 | 26.5 | 11.3 | 10.1 | 7.0  | –   | 6.6 | 19.7 | –    | 15.2 |  |  |
| Marketing Plux/Ímpetu          | 28 jun–5 jul 2018 | 1750 | 19.1 | 5.0  | 5.4  | 13.2 | 4.1 | –   | 17.0 | 19.1 | 5.9  |  |  |
| Marketing Plux/Ímpetu          | 25–28 mar 2018    | 780  | 11.7 | 20.0 | 11.4 | 7.1  | 1.4 | –   | 20.9 | 20.6 | 8.3  |  |  |

## Resultados

### Sumario general
|                        |                                                 |              |              |              |           |           |
| Partidos y coaliciones | Partidos y coaliciones                          | Voto popular | Voto popular | Voto popular | Regidores | Regidores |
| Partidos y coaliciones | Partidos y coaliciones                          | Votos        | %            | +/−          | Total     | +/−       |
|                        | Alianza para el Progreso (APP)                  | 50,872       | 29.26        | +26.07       | 8         | +8        |
|                        | Acción Popular (AP)                             | 35,994       | 20.70        | +19.40       | 2         | +2        |
|                        | Ucayali Región con Futuro (URF)                 | 23,839       | 13.71        | +2.37        | 1         | ±0        |
|                        | Integrando Ucayali (IU)                         | 14,327       | 8.24         | Nuevo        | 1         | +1        |
|                        | Restauración Nacional (RN)                      | 12,415       | 7.14         | n/a          | 1         | +1        |
|                        | Todos Somos Ucayali (TSU)                       | 10,572       | 6.08         | –25.65       | 0         | –8        |
|                        | Democracia Directa (DD)                         | 7,019        | 4.04         | +3.42        | 0         | ±0        |
|                        | Fuerza Popular (FP)                             | 5,031        | 2.89         | –0.09        | 0         | ±0        |
|                        | Frente Popular Agrícola del Perú (Frepap)       | 4,712        | 2.71         | n/a          | 0         | ±0        |
|                        | Todos por el Perú (TPP)                         | 2,477        | 1.42         | Nuevo        | 0         | ±0        |
|                        | Partido Popular Cristiano (PPC)                 | 2,441        | 1.40         | n/a          | 0         | ±0        |
|                        | Esfuerzos Unidos (EU)                           | 1,400        | 0.81         | –14.27       | 0         | –1        |
|                        | Ciencia y Acción Movilizadora de Ucayali (CAMU) | 1,312        | 0.75         | –0.58        | 0         | ±0        |
|                        | Perú Libertario (PL)                            | 1,188        | 0.68         | Nuevo        | 0         | ±0        |
|                        | Peruanos Por el Kambio (PPK)                    | 283          | 0.16         | Nuevo        | 0         | ±0        |
|                        |                                                 |              |              |              |           |           |
| Total                  | Total                                           | 173,882      |              |              | 13        | ±0        |
|                        |                                                 |              |              |              |           |           |
| Votos válidos          | Votos válidos                                   | 173,882      | 82.72        | +0.38        |           |           |
| Votos en blanco        | Votos en blanco                                 | 16,763       | 7.97         | –2.58        |           |           |
| Votos nulos            | Votos nulos                                     | 19,571       | 9.31         | +2.20        |           |           |
| Votos emitidos         | Votos emitidos                                  | 210,216      | 74.64        | –4.61        |           |           |
| Abstenciones           | Abstenciones                                    | 71,410       | 25.36        | +4.61        |           |           |
| Votantes registrados   | Votantes registrados                            | 281,626      |              |              |           |           |
|                        |                                                 |              |              |              |           |           |
| Fuente:                |                                                 |              |              |              |           |           |

### Concejo Provincial de Coronel Portillo
| Cargo                                   | Autoridad electa                 | Partido político | Partido político          |
| --------------------------------------- | -------------------------------- | ---------------- | ------------------------- |
| Alcalde Provincial de Coronel Portillo  | Segundo Pérez Collazos           |                  | Alianza para el Progreso  |
| Regidor Provincial de Coronel Portillo  | Raúl Contreras Ramírez           |                  | Alianza para el Progreso  |
| Regidor Provincial de Coronel Portillo  | Luis Vicente Yaya                |                  | Alianza para el Progreso  |
| Regidora Provincial de Coronel Portillo | Nena Molnar Ríos                 |                  | Alianza para el Progreso  |
| Regidora Provincial de Coronel Portillo | Brenda Rodríguez Acosta de Ramos |                  | Alianza para el Progreso  |
| Regidor Provincial de Coronel Portillo  | Arturo Páucar Panez              |                  | Alianza para el Progreso  |
| Regidor Provincial de Coronel Portillo  | José Reátegui Urresti            |                  | Alianza para el Progreso  |
| Regidor Provincial de Coronel Portillo  | Kevinn Chamorro Güere            |                  | Alianza para el Progreso  |
| Regidora Provincial de Coronel Portillo | Ruth Ventura Amasifuen           |                  | Alianza para el Progreso  |
| Regidor Provincial de Coronel Portillo  | José Cárdenas Núñez              |                  | Acción Popular            |
| Regidor Provincial de Coronel Portillo  | Victor Soria Saldaña             |                  | Acción Popular            |
| Regidor Provincial de Coronel Portillo  | Maximiliano Supa Carhuas         |                  | Ucayali Región con Futuro |
| Regidora Provincial de Coronel Portillo | Liz García Rengifo               |                  | Integrando Ucayali        |
| Regidora Provincial de Coronel Portillo | Elena Silva Orbegoso             |                  | Restauración Nacional     |

## Elecciones municipales distritales

### Sumario general
|         | Alianza para el Progreso (APP)  | 5 | +5 |  |  |  |
|         | Ucayali Región con Futuro (URF) | 1 | ±0 |  |  |  |
|         | Integrando Ucayali (IU)         | 0 | –2 |  |  |  |
|         | Todos Somos Ucayali (TSU)       | 0 | –1 |  |  |  |
|         | Esfuerzos Unidos (EU)           | 0 | –1 |  |  |  |
|         |                                 |   |    |  |  |  |
| Total   | Total                           | 6 | ±0 |  |  |  |
|         |                                 |   |    |  |  |  |
| Fuente: |                                 |   |    |  |  |  |

### Resultados por distrito
La siguiente tabla enumera el control de los distritos de la provincia de Coronel Portillo. El cambio de mando de una organización política se resalta del color de ese partido.
| Distrito      | Alcalde(sa) titular      | Partido político | Partido político          | Alcalde(sa) electo(a)      | Partido político | Partido político          |
| ------------- | ------------------------ | ---------------- | ------------------------- | -------------------------- | ---------------- | ------------------------- |
| Campoverde    | Maximiliano Supa Carhuas |                  | Ucayali Región con Futuro | Ribenton Sánchez Rengifo   |                  | Alianza para el Progreso  |
| Iparía        | Pedro Saldaña Balarezo   |                  | Esfuerzos Unidos          | Fulgencio Tarazona Sánchez |                  | Ucayali Región con Futuro |
| Manantay      | Julio Gómez Romero       |                  | Todos Somos Ucayali       | Víctor López Ríos          |                  | Alianza para el Progreso  |
| Masisea       | Raúl Contreras Ramírez   |                  | Todos Somos Ucayali       | Silvio Vallés Lomas        |                  | Alianza para el Progreso  |
| Nueva Requena | José Escobedo García     |                  | Integrando Ucayali        | Gilder Pinedo Pinedo       |                  | Alianza para el Progreso  |
| Yarinacocha   | Julio Valera Silva       |                  | Cambio Ucayalino          | Jerly Díaz Chota           |                  | Alianza para el Progreso  |